# Shelda Bede
Pour les articles homonymes, voir Bede.
Shelda Kelly Bruno Bede, née le 1er janvier 1973 à Fortaleza, est une joueuse de beach volley brésilienne, double médaillée olympique et double championne du monde de sa discipline.

## Palmarès
- Jeux olympiques
  -  Médaille d'argent en 2000 à Sydney avec Adriana Behar
  -  Médaille d'argent en 2004 à Athènes avec Adriana Behar

- Championnats du monde de beach-volley
  -  Médaille d'or en 1999 à Marseille avec Adriana Behar
  -  Médaille d'or en 2001 à Klagenfurt avec Adriana Behar
  -  Médaille d'argent en 2003 à Rio de Janeiro avec Adriana Behar
  -  Médaille de bronze en 1997 à Los Angeles avec Adriana Behar

- Jeux panaméricains
  -  Médaille d'or en 1999 à Winnipeg avec Adriana Behar